# Réserve écologique du Micocoulier
La réserve écologique du Micocoulier protège les îles Arthur et Bienville dans le fleuve Saint-Laurent.  Elle a pour mandat de protéger un peuplement de micocoulier occidental, arbre rare au Québec.

## Toponymie
La réserve prend son nom de la présence dans la réserve du Micocoulier occidental (Celtis occidentalis), un arbre de la famille des Ulmacées (famille de l'orme).